# Суперкубок Брунею з футболу 2016
Суперкубок Брунею з футболу 2016  — 8-й розіграш турніру. Матч відбувся 5 березня 2016 року між чемпіоном і володарем Кубка Брунею клубом МС АБДБ та віце-чемпіоном Брунею клубом Індера.
| Володар Суперкубка Брунею 2016 |
| ------------------------------ |
|                                |
| МС АБДБ Другий титул           |

## Матч

### Деталі
| 5 березня 2016 14:15 (EEST) |

| МС АБДБ            | 2:1 | Індера   |
| ------------------ | --- | -------- |
| Азізі 31' Юсоф 73' |     | Асрі 89' |

| Хассанал Болкіах, Бандар-Сері-Бегаван |